# Верхнєсоїнський
Верхнєсоїнський (рос. Верхнесоинский) — хутір в Урюпінському районі Волгоградської області Російської Федерації.
Населення становить 495  осіб. Входить до складу муніципального утворення Розсошинське сільське поселення.

## Історія
Хутір розташований у межах українського історичного та культурного регіону Жовтий Клин.
Згідно із законом від 30 березня 2005 року № 1037-ОД органом місцевого самоврядування є Розсошинське сільське поселення.

## Населення
| 2010 | 2012 | 2013 |
| ---- | ---- | ---- |
| 351  | ↗499 | ↘495 |